# Dunira Island
Dunira Island is een eiland in het westen van Brits-Columbia in Canada. Het eiland is onderdeel van de eilandengroep van de Dundas Islands.

## Geografie
Het eiland heeft noord-zuid een lengte van ongeveer 6,7 kilometer. Het ligt tussen Baron Island in het noordwesten en Melville Island in het zuiden. Ten noordwesten ligt een zeestraat die op het smalst ongeveer 250 meter breed is, ten oosten ligt de Chatham Sound, ten zuiden een zeestraat van 660 meter op het smalst en ten zuidwesten de Dixon Entrance.
De wateren rond het eiland liggen in de mariene ecoregio Noord-Amerikaans Pacifisch Fjordland.

## Geschiedenis
De archipel werd in 1792 vernoemd door kapitein George Vancouver ter ere van Henry Dundas (1742-1811), die in 1802 de titel van burggraaf Melville kreeg en ook Baron Dunira werd genoemd. De Dundas Islands werden oorspronkelijk door Vancouver gezien als één eiland dat hij Dundas's Island noemde.